# Артижа (Нью-Мексико)
Арти́жа, Артисия (англ. Artesia) — город на юго-западе США в округе Эдди штата Нью-Мексико. Население 10692 человека (перепись 2000). Своё название город получил в 1903 году после обнаружения источника артезианских вод.

## География
По данным Бюро переписи населения США, Артижа имеет площадь 20,7 км², из которых 0,03 км² (0,13 %) — вода.
В 6,5 км к востоку от Артижа протекает река Пекос.

## Экономика
Основными видами экономической деятельности Артижа являются нефтяная и газовая промышленности, сельское хозяйство и молочная промышленность.

## Климат
| Показатель                    | Янв. | Фев. | Март | Апр. | Май  | Июнь | Июль | Авг. | Сен. | Окт. | Нояб. | Дек. | Год   |
| ----------------------------- | ---- | ---- | ---- | ---- | ---- | ---- | ---- | ---- | ---- | ---- | ----- | ---- | ----- |
| Средний суточный максимум, °C | 13,6 | 16,9 | 21,1 | 25,4 | 29,9 | 34,1 | 34,3 | 33,2 | 29,7 | 24,9 | 18,5  | 13,9 | 24,6  |
| Средний суточный минимум, °C  | −5,9 | −3,7 | 0    | 4,6  | 10,6 | 15,4 | 17,6 | 16,6 | 12,3 | 5,3  | −1,3  | −5,7 | 5,5   |
| Норма осадков, мм             | 10,2 | 11,2 | 7,1  | 13,2 | 31,2 | 47,5 | 35,1 | 55,6 | 63,8 | 33   | 17,5  | 14,2 | 339,6 |
| Источник: The Weather Channel |      |      |      |      |      |      |      |      |      |      |       |      |       |

## Демография
По данным переписи населения 2000 года в Артижа проживало 10 692 человека, 2896 семей, насчитывалось 4080 домашних хозяйств и 4593 жилых дома. Средняя плотность населения составляла около 518,0 человек на один квадратный километр. Расовый состав Артижа по данным переписи распределился следующим образом: 72,25 % белых, 1,54 % — чёрных или афроамериканцев, 1,44 % — коренных американцев, 0,20 % — азиатов, 0,15 % — выходцев с тихоокеанских островов, 2,86 % — представителей смешанных рас, 21,56 % — других народностей. Испаноязычные составили 44,98 % от всех жителей.
Из 4080 домашних хозяйств в 36,7 % — воспитывали детей в возрасте до 18 лет, 52,8 % представляли собой совместно проживающие супружеские пары, в 14,2 % семей женщины проживали без мужей, 29,0 % не имели семей. 26,6 % от общего числа семей на момент переписи жили самостоятельно, при этом 13,0 % составили одинокие пожилые люди в возрасте 65 лет и старше. Средний размер домашнего хозяйства составил 2,61 человека, а средний размер семьи — 3,15 человека.
Население по возрастному диапазону по данным переписи 2000 года распределилось следующим образом: 30,3 % — жители младше 18 лет, 9,0 % — между 18 и 24 годами, 25,5 % — от 25 до 44 лет, 20,1 % — от 45 до 64 лет и 15,1 % — в возрасте 65 лет и старше. Средний возраст жителей составил 35 лет. На каждые 100 женщин в Артижа приходилось 92,0 мужчины, при этом на каждые 100 женщин 18 лет и старше приходилось 87,6 мужчины также старше 18 лет.
Средний доход на одно домашнее хозяйство составил 29 529 долларов США, а средний доход на одну семью — 34 598 долларов. При этом мужчины имели средний доход в 30 085 долларов США в год против 19 566 долларов среднегодового дохода у женщин. Доход на душу населения составил 13 911 долларов в год. 15,7 % от всего числа семей в городе и 20,1 % от всей численности населения находилось на момент переписи населения за чертой бедности, при этом 24,8 % из них были моложе 18 лет и 20,0 % — в возрасте 65 лет и старше.

## Фотогалерея

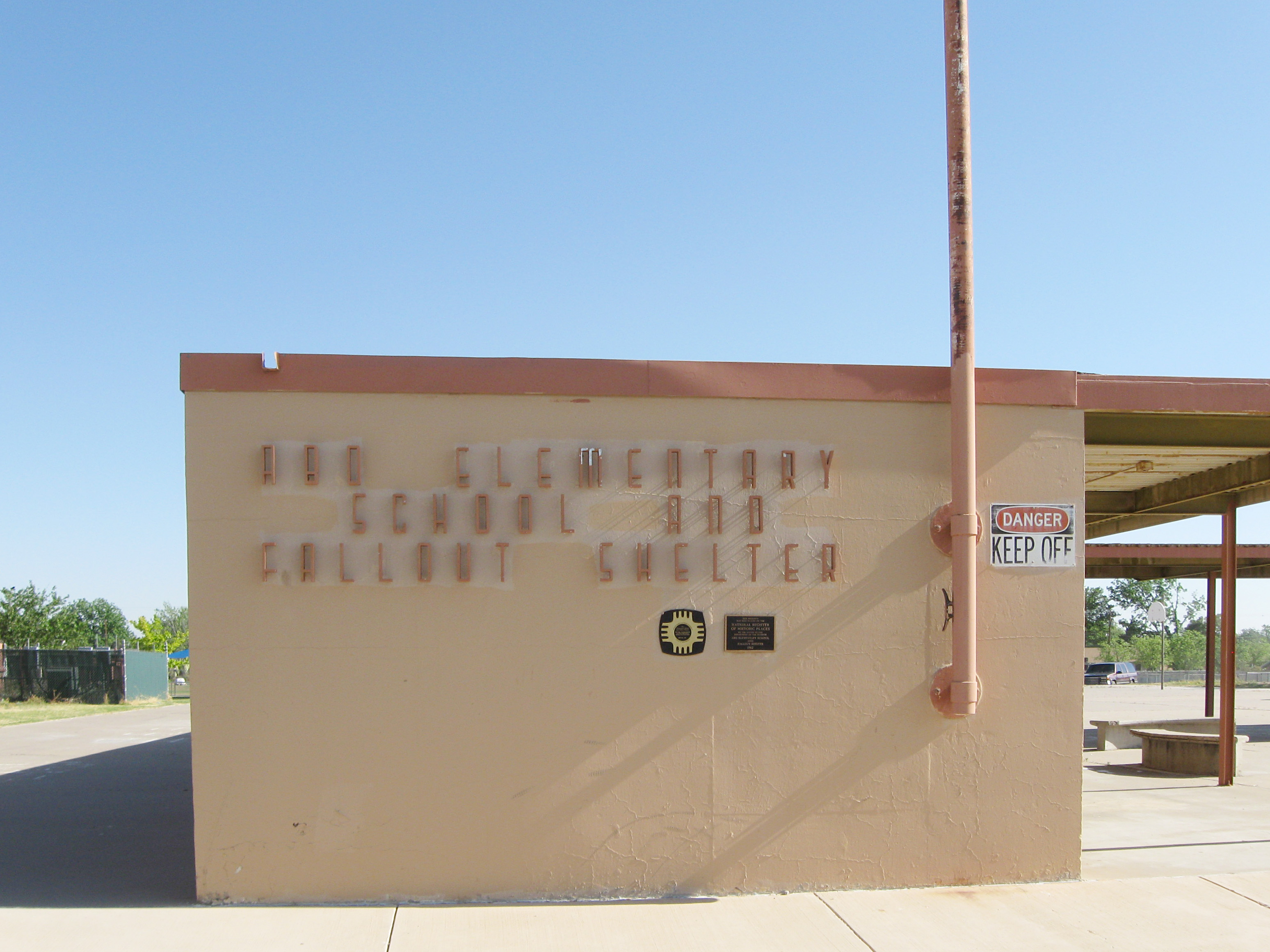
Начальная школа Або
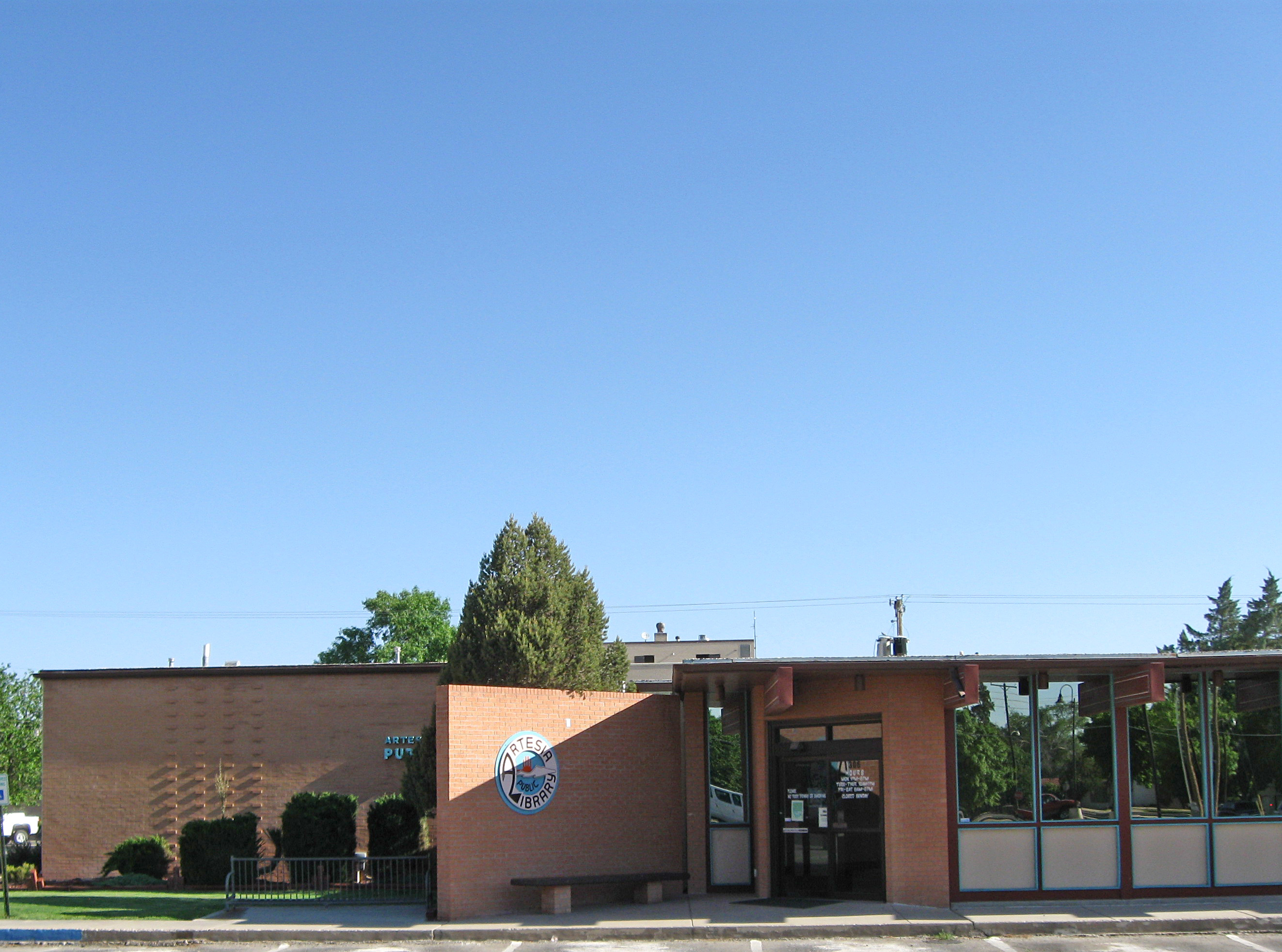
Библиотека
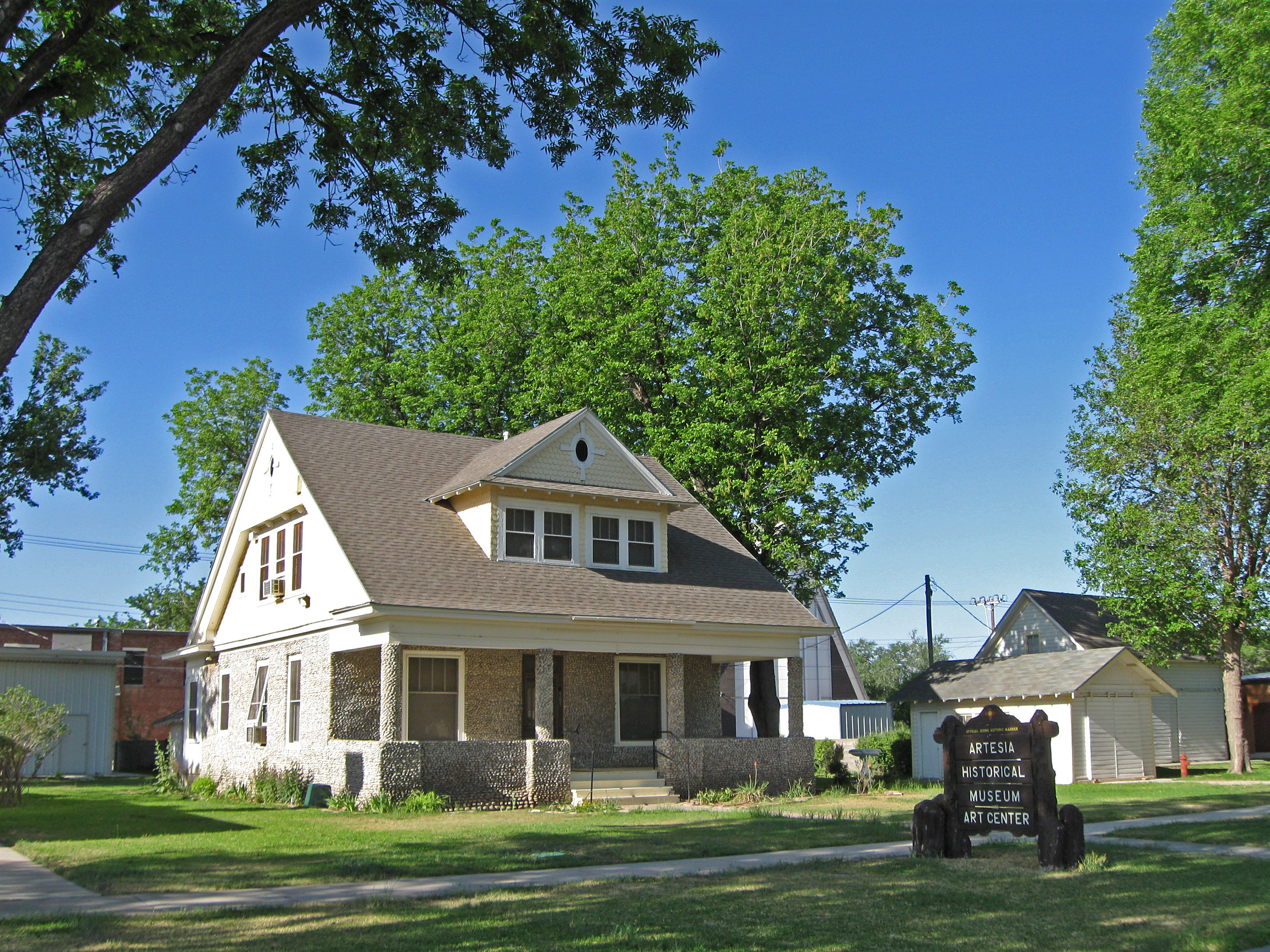
Исторический музей